# Selección femenina de hockey sobre hielo del Reino Unido
La selección femenina de hockey sobre hielo del Reino Unido representa a Reino Unido en el Campeonato Mundial Femenino de Hockey sobre Hielo. El equipo nacional femenino está controlado por Ice Hockey UK. En 2011, Reino Unido tenía 476 jugadoras.

## Estadísticas por año
| Año   | PJ | G  | E | P  |
| ----- | -- | -- | - | -- |
| 1990  | 5  | 1  | 1 | 3  |
| 1993  | 4  | 1  | 1 | 2  |
| 1995  | 4  | 0  | 0 | 4  |
| 1996  | 4  | 0  | 0 | 4  |
| 1999  | 3  | 2  | 0 | 1  |
| 2000  | 4  | 3  | 0 | 1  |
| 2001  | 4  | 3  | 0 | 1  |
| 2002  | 2  | 1  | 0 | 1  |
| 2003  | 5  | 0  | 1 | 4  |
| 2004  | 5  | 0  | 0 | 5  |
| 2005  | 5  | 4  | 0 | 1  |
| Total | 45 | 15 | 3 | 27 |

## Historia
De 1989 a 1997, la selección femenina británica compitió en el Campeonato Europeo Femenino de Hockey sobre Hielo. Después de 1999, el equipo ha competido en el Campeonato Mundial Femenino de Hockey sobre Hielo. En la actualidad, Reino Unido juega en la División II. En 1989, el Team GB volvió a entrar en el mundo del hockey internacional, con un partido de clasificación de dos partidos del Campeonato Europeo contra los Países Bajos en Chelmsford. GB luchó duro en ambos juegos, pero fue derrotado por un equipo neerlandés experimentado, ganando ambos juegos por un margen de cuatro goles a dos, dando a los neerlandeses lograron una victoria global por 8–4 y un lugar en el Campeonato Europeo.
- A continuación se muestra una guía de las actuaciones de GB año tras año desde 1989 hasta 2005. Sólo los juegos "competitivos" (los partidos de desafío se ignoran) se cuentan para los registros.

### Década de 1990
No existieron competiciones oficiales en 1990 , sin embargo, GB derrotó a los holandeses en Ámsterdam 1-0 en un partido de desafío. En 1991 , el equipo GB participó en el Campeonato de Europa de 1991 y terminó noveno de 10 equipos. Colocados en un Grupo B muy difícil, perdieron sus primeros tres partidos ante Suecia (0-16), Dinamarca (0-4) y Alemania (0-6) antes de sorprender a la República Checa con un empate 2-2 en su último partido. . GB terminó último de su grupo, y jugó contra Holanda en el noveno / décimo desempate, que ganó 3-0.
Después de la pausa de un año olímpico, GB comenzó 1993 en el recién formado Campeonato Mundial Grupo B. Después de una derrota inicial contra Letonia (0-3), GB repitió su actuación contra la República Checa de hace dos años, esta vez con un 1 –1 empate. Francia, ganó a GB fácilmente en el tercer juego por 7 goles a 2, y GB ganó su primer juego internacional en el partido final del torneo con una victoria por 1-0 sobre Ucrania . dando a GB un respetable cuarto puesto entre 5 equipos, con GB solo perdiendo una medalla por un punto.
GB fue a Dinamarca, para el Grupo B del Campeonato Mundial Femenino de la IIHF en marzo de 1995 , y se enfrentó a un grupo difícil en el papel y demostró ser un grupo difícil en el hielo. GB cayó en su peor derrota en 4 años, en el partido inaugural con una derrota 14-1 ante Dinamarca. Eslovaquia derrotó a GB 4-1 y en el último partido del grupo Holanda superó a siete a los británicos, con solo dos de regreso.
El séptimo / octavo juego de playoffs vio a GB enfrentarse a Ucrania, el único equipo al que habían derrotado en el hockey competitivo hasta ahora. Desafortunadamente, Ucrania dio una cuenta mucho más sólida de sí misma y patinó hacia una victoria por 2-0 que vio a GB terminar octavo de 8 equipos.
GB tenía reservado un viaje a Eslovaquia en el Grupo B en 1996 . GB comenzó positivamente con una cuenta mucho mejor contra Dinamarca, contra la que habían sido derrotados el año anterior, cayendo solo a una derrota por 5-0. Desafortunadamente, cualquier esperanza de una gran remontada se desvaneció en su segundo juego contra los daneses, a quienes GB había hecho bien antes de caer en una derrota por 7-1. Ese marcador se repitió en el último partido de la ronda de grupos contra los holandeses para dejar a GB a la deriva en la parte inferior de su grupo.
El séptimo / octavo desempate vio a GB enfrentarse a Kazajistán y, por primera vez en el torneo, el equipo GB llevó el juego a sus oponentes en un encuentro emocionante. Desafortunadamente, el equipo asiático solo pudo adelantarse y ganó por un gol extraño en 9, dejando a GB en el octavo lugar y sin una victoria en dos años.
Luego de una reestructuración en 1999 para los Campeonatos del Mundo (y ningún campeonato en 1998 debido a que era un año olímpico), GB finalmente regresó al nuevo Grupo de Clasificación del Grupo B para decidir el lugar final en el Grupo B para el año siguiente. .
En Székesfehérvár, Hungría , Gran Bretaña abrió brillantemente manteniendo a Italia en un empate 1-1 después de 40 minutos en el juego de apertura antes de que Italia intensificara el juego para patinar hacia una victoria por 4-1, sin embargo, las señales se veían bien. El siguiente juego fue contra la desventurada Sudáfrica, que terminó siendo una competencia deportiva en la caída del disco de apertura con GB consiguiendo su victoria más alta a nivel internacional con una victoria 22-0.
Después de un comienzo lento en el juego final, GB golpeó duro al equipo anfitrión Hungría con cinco goles rápidos en un partido que terminó con 9-1 para los británicos, dejándolos en segundo lugar de 4 equipos.

### 2000
Regresó a Hungría en el año 2000 , para el Torneo de Clasificación del Grupo B. GB volvió a tener un buen comienzo con los británicos 1–1 contra los favoritos del grupo, la República Popular Democrática de Corea en su primer partido. Corea devolvió el golpe con dos goles en el segundo período, pero a pesar de una remontada de GB, el juego terminó 4-2 para el lado asiático.
Australia fue el siguiente para GB y estamos cómodamente despachados por siete goles a uno, y GB finalmente derrotó a Holanda en un juego competitivo, 11 años después de su primer intento con una cómoda victoria por 5-2. GB volvió a terminar segundo de 4 equipos en su grupo. Bélgica, que terminó segundo en el otro grupo, se enfrentó a GB en el playoff del tercer / cuarto lugar. GB, despacha cómodamente a los belgas por 8 goles a 1, lo que hizo que GB se clasificara en el tercer lugar general de 8 equipos.
El Grupo B pasó a llamarse División 1 en 2001. GB emprendió su tercer intento consecutivo de clasificación en el segundo nivel. Los juegos se disputaron en Maribor, Eslovenia y GB buscaba su primer juego contra la anfitriona Eslovenia para establecer el estándar para el torneo. Con una puntuación de 5-0 después de 20 minutos, ganaron 12-0. Hungría también cayó a un GB por 12 goles a 0 en el segundo juego, y con GB ganó a los australianos por 4-2 en el tercer juego. El club estaba en una situación de ganar tres juegos en la misma cantidad de juegos jugados, mientras que anotaba 28 goles, y solo permitir dos.
Eslovaquia, que era la favorita del grupo, se enfrentó a GB en el último partido. Eslovaquia simplemente fue demasiado bueno para el equipo GB, que a pesar de conseguir un gol en el 3.º, cayó a una derrota por 4-1 y terminó 2.º en su grupo por 3.º año consecutivo.
Un año olímpico ( 2002 ) no tuvo lugar oficial de hockey, pero la IIHF organizó una tri-serie de desafíos femeninos entre Italia, Bélgica y GB, celebrada en Hull , Inglaterra. GB venció a Bélgica, pero cayó ante Italia para terminar segundo en el grupo de tres equipos.
En 2003 , GB se fue a Lecco , Italia , para la competencia de la División 2. La división ahora lucía 6 equipos en paridad directa con el juego masculino por primera vez.
GB se derrumbó al principio contra Eslovaquia, ya que cayeron 5-0 después del primer período y terminaron perdiendo 8-1 ante el lado del Bloque del Este. El segundo partido contra Noruega, los favoritos del grupo, fue igual de duro para los británicos, ya que una actuación animada los vio solo 1-0 abajo después de que el primer GB colapsara a una derrota 8-3.
El tercer partido contra Dinamarca vio un choque palpitante de punta a punta en el que GB registró sus primeros puntos con un empate 4-4, sin embargo, después de liderar a los daneses 1-0 al final de la primera. Holanda, un equipo fantasma de los británicos a largo plazo, logró una victoria por 4-2 sobre GB. El último partido de GB contra Italia resultó demasiado para ellos y fueron derrotados como el año anterior ante un equipo italiano experimentado, esta vez 4-2.
Y así GB fueron relegados. O eso pensamos. Sin embargo, GB tuvo el dudoso honor de ser salvado por una enfermedad que amenazaba la vida, ya que debido a la pandemia de SARS en China, los Campeonatos Mundiales fueron cancelados ese año y la IIHF no relegó a ningún equipo de ninguna división.
Desde el punto de vista de la clasificación, el 2004 vio la peor actuación de GB en la historia del hockey sobre hielo internacional, con derrotas ante Dinamarca, Italia, Eslovaquia, Países Bajos y Australia. GB fue relegado a la División 3 junto con Australia.
- En 2005 , la División III fue el escenario de GB. GB comenzó el torneo en Ciudad del Cabo, Sudáfrica, ya que ganó a Hungría con un recuento de 5-0, seguido de una demolición de Bélgica por 11-0. En el tercer juego, GB perdió un gol a las 26:56 antes de que Teresa Lewis de Newcastle abriera la cuenta para GB a la media hora.

Con los puntajes perfectamente empatados a 1 en el período final, Angela Taylor de la Universidad de New Hampshire recibió un penalti por highsticking en 47:39. Con ocho segundos para el final, Eslovenia tomó la delantera. GB perdió 4-1 con el gol final colocado en la red vacía.
En el cuarto partido del torneo de 2005, GB se impuso con una victoria por 19-0 sobre la nación anfitriona, Sudáfrica. El equipo sudafricano sufrió un descenso a la División IV. El juego final vio a GB registrar una victoria por 6-2 sobre Australia para asegurar el segundo lugar de GB.

## Participaciones

### Juegos Olímpicos
El equipo de Gran Bretaña nunca se ha clasificado para un torneo olímpico.

### Campeonato Mundial
| Año  | Pos.                                                         |
| ---- | ------------------------------------------------------------ |
| 1999 | No clasificado ( en el Grupo A de clasificación del Grupo B) |
| 2000 | 19° ( en la clasificación del Grupo B)                       |
| 2001 | 20° ( en el Grupo B de clasificación de la División I)       |
| 2003 | 20° (6° en División II)                                      |
| 2004 | 21° (6° en la División II, degradado a la División III)      |
| 2005 | 22° ( en la División III)                                    |
| 2007 | 23° ( en la División III)                                    |
| 2008 | 22° ( en la División III y ascendido a la División II)       |
| 2009 | 18° ( en División II)                                        |
| 2011 | 19° (5° en la División II)                                   |
| 2012 | 18° (4° en División IB)                                      |
| 2013 | 20° (6° en la División IB y degradado a la División IIA)     |
| 2014 | 22° ( en la División IIA)                                    |
| 2015 | 22° ( en la División IIA)                                    |
| 2016 | 23° ( en la División IIA)                                    |
| 2017 | 23° ( en la División IIA)                                    |
| 2018 | 23° ( en la División IIA)                                    |
| 2019 | 24° ( en la División IIA)                                    |
| 2020 | Cancelado debido a la pandemia de COVID-19                   |
| 2021 | Cancelado debido a la pandemia de COVID-19                   |

### Campeonato Europeo
| Año  | Pos,                   |
| ---- | ---------------------- |
| 1989 | 10°                    |
| 1991 | 9                      |
| 1993 | 10° (4° en el grupo B) |
| 1995 | 13° (7° en el Grupo B) |
| 1996 | 14° (8° en el Grupo B) |

## Jugadoras

### Equipo actual
Equipo del año 2011.
| N.º | Pos.      | Jugador             | Club                  |
| --- | --------- | ------------------- | --------------------- |
| 20  | Portero   | Samantha Bolwell    | Guildford Lightning   |
| 1   | Portero   | Nicole Jackson      | Kingston Diamonds     |
| 9   | Defensa   | Jodie Leigh Bloom   | Sheffield Shadows     |
| 13  | Defensa   | Holly Cornfordl     | Kingston Diamonds     |
| 24  | Defensa   | Helen Emerson       | Kingston Diamonds     |
| 7   | Defensa   | Georgina Farman     | Linköping HC          |
| 19  | Defensa   | Amanda Handisides   | Bracknell Queen Bees  |
| 3   | Defensa   | Sarah Hutchinson    | Kingston Diamonds     |
| 2   | Defensa   | Alice Lamb ()       | Bracknell Queen Bees  |
| 5   | Defensa   | Beth Scoon          | Kingston Diamonds     |
| 22  | Defensa   | Rachel Serrell      | Billingham Wildcats   |
| 5   | Defensa   | Lauren Summers ()   | Bracknell Queen Bees  |
| 12  | Delantero | Louise Adams        | Bracknell Queen Bees  |
| 18  | Delantero | Natalie Aldridge () | Bracknell Queen Bees  |
| 15  | Delantero | Saffron Allen       | Solihull Vixens       |
| 17  | Delantero | Katherine Gale      | University of Toronto |
| 14  | Delantero | Leanne Ganney       | Bracknell Queen Bees  |
| 8   | Delantero | Katie Henry         | SDE HF                |
| 10  | Delantero | Paige Henry         | Solihull Vixens       |
| 6   | Delantero | Sophie Herbert      | Brock University      |
| 11  | Delantero | Chrissy Newman      | Bracknell Queen Bees  |
| 4   | Delantero | Kim Lane            | Bracknell Queen Bees  |